# 史考特·亞歷山大與萊瑞·卡拉蘇斯基
史考特·亞歷山大（英語：Scott Alexander，1963年6月16日—）和萊瑞·卡拉蘇斯基（英語：Larry Karaszewski，/ˌkærəˈzjuːski/，1961年11月20日—），美國男編劇、製片人和導演搭檔。他們在南加州大學以室友身份相識。亞歷山大和卡拉蘇斯基擅長編寫傳記片和喜劇片劇本，知名作品如《天才小搗蛋》（1990年）、《艾德·伍德》（1994年）、《月亮上的男人》（1999年）、《1408》（2007年）和《我叫多麥特》（2019年）。1996年，憑藉《情色風暴1997》贏得金球獎最佳劇本。

## 生平
史考特·亞歷山大出生於加利福尼亞州洛杉磯，萊瑞·卡拉蘇斯基出生於印第安纳州南本德。兩人在南加州大學以室友身份相識，並於1980年代後期一起參與了寫作研討會；他們於1985年畢業於電影藝術學院。亞歷山大育有兩個孩子；卡拉蘇斯基已婚並育有兩個孩子。
亞歷山大和卡拉蘇斯基的首部作品為《天才小搗蛋》（1990年），該片由丹尼斯·杜根執導。兩人聲稱他們的原著劇本是一部複雜的黑色喜劇，但被片商更改地面目全非。雖然口碑不佳，但電影仍獲得成功的票房；之後，兩人回歸編寫續集《天才小搗蛋2》（1991年）。
1994年，亞歷山大和卡拉蘇斯基說服提姆·波頓執導了一部有關艾德·伍德的傳記片。他們在六個星期內編寫了劇本。之後他們陸續編寫了多部傳記片的劇本，包括關於安迪·考夫曼的《月亮上的男人》（1999年）、關於拉里·弗林特的《情色風暴1997》（1996年）、關於瑪格麗特·基恩的《大眼睛》（2014年），以及關於魯迪·瑞·摩爾的《我叫多麥特》（2019年）。其中他們以《情色風暴1997》贏得金球獎最佳劇本和衛星獎最佳原創劇本。

## 作品列表

### 電影
| 年份 | 標題                     | 職位       | 附註   |
| ---- | ------------------------ | ---------- | ------ |
| 1990 | 《天才小搗蛋》           | 編劇       |        |
| 1991 | 《天才小搗蛋2》          | 編劇       |        |
| 1994 | 《艾德·伍德》            | 編劇       |        |
| 1996 | 《情色風暴1997》         | 編劇       |        |
| 1997 | 《酷貓妙探》             | 編劇       |        |
| 1999 | 《月亮上的男人》         | 編劇       |        |
| 2000 | 《綁票總動員》           | 編劇和導演 |        |
| 2002 | 《聚焦人生》             | 監製       |        |
| 2003 | 《小鬼特務》             | 編劇       |        |
| 2007 | 《1408》                 | 編劇       |        |
| 2013 | 《波西傑克森：妖魔之海》 | 編劇       | 未掛名 |
| 2014 | 《大眼睛》               | 編劇和監製 |        |
| 2015 | 《怪物遊戲》             | 故事       |        |
| 2019 | 《我叫多麥特》           | 編劇       |        |

### 電視
| 年份      | 標題             | 職位                     | 附註 |
| --------- | ---------------- | ------------------------ | ---- |
| 1993–1994 | 《天才小搗蛋》   | 編劇和執行製片人         |      |
| 2016–     | 《美國犯罪故事》 | 編劇、執行製片人和創作者 |      |

## 外部連結
- 史考特·亞歷山大在互联网电影资料库（IMDb）上的資料（英文）
- 萊瑞·卡拉蘇斯基在互联网电影资料库（IMDb）上的資料（英文）